# کابینه اوکادا
کابینه اوکادا (به ژاپنی: 岡田内閣, Okada naikaku)، سی و یکمین هیئت دولت ژاپن تحت رهبری نخست‌وزیر ژاپن اوکادا کیسوکه از ۸ ژوئیه ۱۹۳۴ تا ۹ مارس ۱۹۳۶ است.

## کابینه
اوکادا در ۸ ژوئیه ۱۹۳۴ پس از استعفای سلفش سایتو ماکوتو به دلیل حادثه تیجین منصوب شد. انتصاب اوکادا امیدها را برای احیای نفوذ احزاب سیاسی از بین برد. کابینه او دومین «کابینه وحدت ملی» (کیوکوکو ایتچی نایکاکو) پس از کابینه سایتو بود که پایان حکومت حزبی در دهه‌های ۱۹۲۰ و اوایل دهه ۱۹۳۰ را نشان می‌داد، که به اصطلاح دموکراسی تایشو نامیده می‌شد. وزرای کلیدی از بوروکراسی و ارتش می‌آمدند، و مناصب دیگر توسط سیاستمداران عمدتاً از اقلیت حزب دموکراتیک مشروطه (ژاپن) و انجمن شووا، یک گروه جدا شده نظامی از اکثریت ریکن سییوکای هم بودند که از پیوستن اعضای خود به کابینه اوکادا خودداری کرده بود.
پس از تلاش برای کودتا در حادثه ۲۶ فوریه در سال ۱۹۳۶، کابینه اوکادا استعفا داد. به دنبال توصیه سای‌اونجی کینموچی، امپراتور وزیر امور خارجه هیروتا کوکی را به عنوان جانشین منصوب کرد که منجر به تشکیل کابینه هیروتا، یکی دیگر از «کابینه وحدت ملی» شد.